# Cosmia monotona
Cosmia monotona là một loài bướm đêm trong họ Noctuidae.